# التعاطف في الأدب
التعاطف في الأدب (بالإنجليزية: Empathy in literature)‏ بوصفه مفهومًا متعدد التخصصات، عادة ما يُدرس في سياق اجتماعي ونفسي، ويؤدي دورًا مهمًا في الأدب والسرد الخيالي على وجه الخصوص. ويُعرف هذا المفهوم باسم التعاطف السردي. وكما يصفه الباحث تيلر وأخرون في 2002-2003، فأنه الأفراد يشعرون بالتعاطف السردي عندما يكونون قادرين على الشعور بـ (التعاطف العاطفي)، أو أخذ وجهات نظر (التعاطف المعرفي)، أو تجربة محاكاة مع تشابه الشخصية ضمن تلك السردية. وعند النظر إلى التعاطف في الأدب، يظهر مفهومان رئيسان. تعلم التعاطف من خلال الأدب، أو التعاطف السردي، الذي يدرس بشكل شامل وأكاديمي أكثر من روايات التعاطف السائدة عبر أنواع مختلفة من السرد الخيالي.

## التعاطف السردي
التعاطف السردي هو تأثير قراءة الأدب على القارئ.حين تجعلنا القراءة أكثر تعاطفًا في أحيان كثيرة، ولكن التعاطف السردي يدرس أيضًا أنواع الأدب التي لها استجابة تعاطفية إيجابية وأنواع الأفراد الأكثر عرضة للتأثر. لقياس ذلك، يُنظر في المقاييس الفرعية التالية:
1. الخيال: قدرة الفرد على نقل نفسه ذهنيًا من العالم الواقعي إلى العالم الخيالي.
2. تبني المنظور: ميل شخص لتبني وجهات نظر أخرى.
3. الاهتمام التعاطفي: المعروف أيضًا باسم التعاطف. أو قدرة شخص ما على الشعور تجاه الآخرين الذين يعانون من الألم.
4. الضيق الشخصي: الشعور بالآخرين أو المشاركة في آلامهم.[4]

## السرد الخيالي
حدد الباحث مار وآخرون، في دراسة أجريت على 94 مشاركًا، أن الأسلوب الأساس للأدب الذي يزيد من التعاطف هو السرد الخيالي، في مقابل الواقعية. وتؤكد دراسات أخرى هذه النتائج وتواصل تحديد أن الخيال النشط على وجه الخصوص يتفاعل مع القارئ ويؤثر على تعاطف القارئ، على الأقل في البالغين، بدلاً من السرد الخيال الترفيهي السلبي. قد يكون هذا بسبب أوجه الشبه المعترف بها بين السرد وفهم العالم الحقيقي وكذلك الخيال السردي وأحداث العالم الحقيقي. علاوة على ذلك، أثبتت الأدلة التجريبية أن الرواية أعطت فرصة أكبر لإشراك الفرد في السرد، في حين أن الأعمال غير الخيالية لم تفعل ذلك.
تتناول الأدبيات الرئيسية المتعلقة بالتعاطف الأدب الروائي، لكن الأشكال الأخرى من الأدب مهمة أيضًا. على سبيل المثال، الشعر هو شكل أكثر شيوعًا لاستدعاء التعاطف لدى القراء ذوي التنوع العصبي، ولديه القدرة على تعليم الحساسية العالية عندما يتعلق الأمر بالاختلاف البشري.

## نوع الجنس
على الرغم من عدم وجود فرق ملحوظ بين زيادة التعاطف بين الجنسين، فقد أظهر الأدب أنه يقدّم للشباب مساحة لتجربة التعاطف والتعبير عنه. وأظهرت العديد من الدراسات التي تبحث في المقاييس الفرعية المذكورة أعلاه أن الزيادة الكبيرة في التعاطف كانت في المنظور الصحيح، لكن أولئك الذين لديهم منظور أعلى يأخذ النتيجة للبدء أظهروا زيادة أقل. كان هناك أيضا زيادة في الاهتمام بالآخرين. في الواقع، لقد ثبت أن رغبة الشخص في زيادة تعاطفه تؤدي إلى زيادة ملموسة في التعاطف وترتبط لاحقًا بتحول في القيم الأخلاقية أيضًا.